# Lyncornis
Lyncornis és un gènere d'ocells de la família dels caprimúlgids (Caprimulgidae) amb dues espècies que han estat classificades dins Eurostopodus fins estudis en època recent.

## Taxonomia
Segons la Classificació del Congrés Ornitològic Internacional (versió 3.5, 2013) aquest gènere està format per dues espècies:
- enganyapastors de Temminck (Lyncornis temminckii).
- enganyapastors orellut (Lyncornis macrotis).